# Santiago (Nuevo León)
La Villa de Santiago es una localidad ubicada en el estado de Nuevo León, al noreste de México. Situado en un valle donde colindan grandes sierras y montañas, como el Cerro de la Silla y la Sierra Madre Oriental, a una altitud media de 445 metros sobre el nivel medio del mar. Es la cabecera del municipio homónimo. La localidad fue declarada como un "Pueblo Mágico" en el año 2006. En el año 2020, el territorio municipal contaba con una población de 46,784 habitantes.

## Localización
La localidad de Santiago se encuentra localizada en la parte centro-norte del estado de Nuevo León, con las coordenadas 25°25′28″N 100°09′05″O / 25.42444, -100.15139, está a una altitud media de 490 metros sobre el nivel del mar (m s.n.m.).

### Distancias
| Ciudades:               | Distancia (en km): |
| ----------------------- | ------------------ |
| Monterrey, N.L.         | 31.                |
| Linares, N.L.           | 116.               |
| Saltillo, Coah.         | 119.               |
| Sabinas Hidalgo, N.L.   | 139.               |
| Reynosa, Tamps.         | 218.               |
| Nuevo Laredo, Tamps.    | 253.               |
| Tampico, Tamps.         | 474.               |
| San Luis Potosí, S.L.P. | 478.               |
| Guadalajara, Jal.       | 822.               |
| Ciudad de México        | 915.               |
| Mérida, Yuc.            | 1930.              |
| Tijuana, B.C.           | 2385.              |
| Fuente:                 |                    |

## Toponimia
En los tiempos de la fundación por don Diego Rodríguez de Montemayor (nieto de don Alberto del Canto y bisnieto de don Diego de Montemayor), los españoles ya lo nombraban como el Potrero Grande y Bocas de Santiago; mientras que para los nativos de la región era el Valle de "Cayucuapa", llamado así antes de la fundación oficial de la ciudad de Monterrey. Cuando el fundador se asentó, ya se le conocía también como el "Guajuco" (del náhuatl: Kwaxokok ‘palo agrio’).
El nombre alude a uno de los dos hermanos huachichiles conocidos como Guajuco y Colmillo. Ellos fueron el azote de Monterrey y causaron muertes, incendios y robos en el año de 1621. Otro nombre con el que se le conoce a la zona es el de "Cuarisezapa", término autóctono que pudo ser el nombre de algún cacique huachichil de fines del siglo XVI. El historiador santiaguense Héctor Javier Barbosa, menciona que "Cayucuapa" era el padre de aquellos indios.
En la actualidad, el nombre oficial de la región es: "Cañón del Huajuco". Sin embargo, el nombre del municipio Valle de Santiago del Huajuco, otorgado en 1712, pudo ser dado por decisión de Don Diego de Montemayor el Mozo, hijo de Don Diego de Montemayor.

## Historia

### Primer asentamiento
En el año de 1645, Don Diego Rodríguez de Montemayor, bisnieto de Don Diego de Montemayor, solicitó permiso para obtener tierras al gobernador Don Martín de Zavala. Su madre, Doña Mónica Rodríguez, ya poseía propiedades hasta el río "El Cerrito", en la región conocida como "Las Palmas", así que pidió que estas estuvieran enseguida a las de su madre. Zavala le concede de manera verbal el permiso para el primer asentamiento en donde hoy es el entronque de la calle Héroes del 47 con la Carretera Nacional.

### Fundación
El 20 de marzo de 1646, Martín de Zavala legalizó las tierras de Rodríguez de Montemayor con documentación oficial. El terreno se extendía desde el río del Cerrito y terminaba en el río San Juan, hoy conocido como Escamilla. En los escritos oficiales se le otorga ocho caballerías de tierra y dos sitios de ganado. Dos años después, Diego Rodríguez de Montemayor negoció a su tío Gregorio Fernández de Montemayor, la adquisición del territorio del arroyo Escamilla, extendiéndose hacia el río Ramos. En 1650, Diego Rodríguez de Montemayor adquiere nupcias con Inés de la Garza, con quien tiene 12 hijos, pero poco después deciden abandonar el lugar.

### Abandono y refundación
Luego de que quisieran robar la tierra a la población nativa y que esta defendiera su derecho al territorio, la usurpadora familia Rodríguez de Montemayor y sus trabajadores optaron por abandonar el asentamiento. Sin embargo regresaron en 1670 después de que la hija mayor llamada Margarita Rodríguez contrajera matrimonio con Lucas Caballero de los Olivos. Este regreso marcó el nuevo inicio de pobladores en el área. Lucas fallece en 1690, y deja a su viuda con sus pequeños hijos frente a la organización de la hacienda, y al poco tiempo contrae matrimonio por segunda vez con Francisco Álvarez Rendón, sin compartir descendencia. A partir de esto, el legado de los Rodríguez de Montemayor establecen haciendas que componen la región de Santiago.

### Haciendas y propietarios
- 1670: Margarita Rodríguez y Lucas Caballero de los Olivos recibieron cuatro caballerías de tierra en la hacienda de San Miguel, fundada por su padre, Rodríguez de Montemayor, en 1646. Después de ser abandonada, y puesta en marcha otra vez, recibieron más tierras que formaban las haciendas de Concepción y Huajuquito.
- 1679: Gertrudis Rodríguez se casa con Juan de la Casas y adquieren la labor del Cercado.
- 1684: Se casan Francisco Rodríguez y María Caballero Barraza y se les otorgan la hacienda de San Javier norte.
- 1684: Otra de las hijas de Rodríguez de Montemayor, Dorotea Rodríguez se casa con Cristóbal González de Ochoa y adquieren labores en lo que se llama labores del Cercado de Dorotea, las cuales fueron los terrenos donde se instaló la Fábrica el Porvenir.
- 1689: Los hermanos Francisco y Mateo Rodríguez de Montemayor, hermanos del fundador, fundan la hacienda de los Rodríguez de Montemayor, la cual cambió a finales del siglo XVIII cambió el nombre a Santa Rosalía. Esta pertenece a la actual cabecera municipal.
- 1689: Ana María Rodríguez y Antonio López Prieto construyen la hacienda de Los Prieto.
- 1689: El tío abuelo de Rodríguez de Montemayor, Diego Rodríguez el Mozo (medio hermano de Estefanía de Montemayor y Porcallo, abuela paterna de Rodríguez de Montemayor), fundó la hacienda de San Diego, hoy conocido como El Cercado y parte de la Cieneguilla.
- 1689: José Rodríguez se casa con Antonia Martínez y establecen la hacienda de la Santísima Trinidad, área que hoy se conoce como San Francisco.
- 1689: El matrimonio de Miguel Rodríguez y Lucía García de Saldívar, establecen la hacienda de los Rodríguez, ubicada al norte de la merced de Diego, colindando con el área de donde hoy es El Cerrito Redondo, región de la Estanzuela.
- 1696: Este año, uno de los hijos del fundador, Santiago Rodríguez, muere en edad joven, pero contaba con las labores de la hacienda de Las Tazas, actualmente la Huasteca. Esta labor fue repartida por sus hermanos.
- 1691: Otra de las hijas, Inés Rodríguez de Montemayor se une en matrimonio con Pedro Salazar y fundan la hacienda de San Pedro de los Salazares que colindaba por el norte con las haciendas del Cercado.
- 1691: Juan Rodríguez y Antonia Galván se casa y se establecen la Alameda y colonia Mariano Escobedo y lo que hoy se conoce como arroyo Dolores.
- 1691: Nicolás Rodríguez, contrae nupcias con Tomasa Ruiz de Ocón e instalan la hacienda de san Nicolás del Cercado, que también se constituye como El Cercado.[14]

### Establecimiento de gobernador
Se establece el Primer Ayuntamiento hasta que en 1712, cuando se le establece al municipio la categoría a Valle, y don Gregorio de Treviño se convierte en el primer gobernante.
En 1825, tras concluir el movimiento de independencia, la región pierde el nombre de El Nuevo Reino de León, como resultado se constituye el estado de Nuevo León, una entidad Federal Libre y Soberana. Sin embargo, no fue hasta el 31 de marzo de 1831 cuando la cabecera municipal adquiere el título de Villa de Santiago, el cual es propio hasta la fecha.

## Gobierno

### Cronología de los presidentes municipales
| Presidente municipal                                                     | Periodo de Gobierno            | Partido político |
| Luis Cárdenas Garza.                                                     | 1939-1940                      |                  |
| Filomeno González González.                                              | 1941-1942                      |                  |
| Diego A. Garza Cantú                                                     | 1943-1945                      |                  |
| Pablo Alanís Moya.                                                       | 1946-1948                      |                  |
| Pablo Alanís Cavazos.                                                    | 1949-1951                      |                  |
| Antonio Villalón Tamez.                                                  | 1952-1954                      |                  |
| Ambrosio García Treviño.                                                 | 1955-1957                      |                  |
| Samuel Valdés Valdés                                                     | 1958-1960                      |                  |
| Hernán Ferrigno Aguilar.                                                 | 1961-1963                      |                  |
| Francisco Pruneda Alanís.                                                | 1964-1966                      |                  |
| Mucio Flores Salazar.                                                    | 1967-1969                      |                  |
| Carlos García Salazar.                                                   | 1970-1971                      |                  |
| Teófilo Garza Rodríguez.                                                 | 1972-1973                      |                  |
| Arturo Marroquín Valdés.                                                 | 1974-1976                      |                  |
| Gerardo Alanís Fuentes.                                                  | 1977-1979                      | PRI              |
| José Ubaldo Cavazos Silva.                                               | 1980-1982                      | PRI              |
| José Juan Guajardo Morales.                                              | 1983-1985                      | PRI              |
| José Cavazos Rodríguez.                                                  | 1986-1988                      | PRI              |
| Alonso Chávez Aguirre.                                                   | 1989-1991                      | PRI              |
| Roberto Almaguer Tamez.                                                  | 1992-1994                      |                  |
| Juan Manuel Cepeda Flores.                                               | 1994-1997                      | PRI              |
| Eduardo Manuel García Garza.                                             | 1997-2000                      |                  |
| Ruy Montemayor Salazar.                                                  | 2000-2003                      | PRI              |
| Juan José Valdez Rodríguez.                                              | 2003-2006                      | PRI              |
| Jaime Rafael Paz Fernández.                                              | 2006-2009                      | PRI              |
| Edelmiro Cavazos Leal. (Asesinado) Vladimiro Montalvo Salas. (Sustituto) | 2009-2010 2010-2012            | PAN              |
| Homar Almaguer Salazar.                                                  | 2012-2015                      | PT               |
| Javier Caballero Gaona.                                                  | 2015-2018 2018-2021 (reelecto) | PRI              |
| David de la Peña Marroquin                                               | 2021-Presente                  | PRI              |

## Economía

### Producción agrícola
En la Sierra de Santiago, Nuevo León existen 10 comunidades productoras de manzano. En ella se localizan 481 predios, de los cuales existen 250 productores. Las localidades productoras son Ciénega de González, La Jacinta, La Peñita, Laguna de Sánchez, Las Adjuntas, San Isidro, San José de las Boquillas, San Juan Bautista, San Sebastián, Cañón del Álamo.

#### [15]Producción y recolección
- La recolección comienza a mediados de julio con las variedades: Güera, Gringa, Goleen Vacas, Goleen Agua Nueva II y concluye a finales de septiembre con la variedad negra. No existe un criterio homologado para realizar la cosecha en un estado de maduración aceptable, pues éste tiene que ver con el estado físico de coloración de las semillas, es decir que tenga un color café claro, debido a que intervienen intereses de los intermediarios, que a la postre ha resultado contraproducente para los intereses del productor, ya que al cosechar fruta verde se queda rezagada y existe una tendencia de rechazo del consumidor.[15]

#### Almacenaje de producto
- El almacenamiento no se realiza debido a que no se cuenta con la infraestructura adecuada y necesaria para operar correctamente. Se cuenta sólo con un frigorífico situado en la comunidad de San José de las Boquillas, que en este momento presenta daños en su estructura por lo que no está en servicio.
- Venta: El productor realiza la venta del cultivo a personas que sirven como intermediarios entre el agricultor y la comercializadora, comprando sus productos a muy bajo costo. El precio por caja de veinte kilogramos oscila entre los $35.00 para variedades criollas y $55.00 para las variedades Golden y Red Delicious, las cuales son las más acepadas por el consumidor. El productor se ve presionado para vender sus productos ya que no existe infraestructura suficiente y adecuada para retener la cosecha. La cosecha en cajas de madera ocasiona la diseminación o expansión de plagas de un campo a otro, por lo que es muy difícil de erradicar ya que gran parte de las huertas se localizan en laderas y son transportadas en bestias mulares también.[15]

### Turismo
Sus atractivos turísticos tienen reconocimiento nacional al contar con una amplia variedad de sus montañas, llanuras, lomerios, bosques, caídas de agua, ríos, cañones, huertas y verdes paisajes. Mientras que en la cabecera municipal de Villa de Santiago destaca su arquitectura virreinal de la colonia.

#### Lugares importantes
- Presa la Boca.
- Villa Colonial: Arquitectura de los siglos XVII y XIX que hace lucir el atractivo provinciano digno de compararse con uno de los pueblos mágicos del centro de México.
- Zona comercial los Cavazos: Venta de artesanías regionales, gastronomía, decoraciones entre otros.
- Cieneguilla: localidad turística para la compra de artesanías en carrizo y piedra de agua.
- Cueva de los murciélagos: Parte trasera de la Presa de la Boca, rumbo a Cadereyta.
- Cascada Cola de Caballo: Es un paraje natural rumbo a la Sierra de Santiago.

##### Hoteles y restaurantes
- Hotel y Restaurante Las Palomas.
- La Ánfora: restaurante de comida italiana vanguardista.
- Tacos de Tabo.
- El Zaguán.
- Hotel Cola de Caballo
- Los Toreados
- La Piazzeta
- La Noria
- Tacos ¨El Gordo¨
- Chewin's Burger
- Merendero El Tino
- Restaurante El Charro
- Restaurante El mirador ubicado en Laguna de Sánchez
- Restaurante Con Sabor... ¡I'iñor!

## Clima
Su clima es Subtropical húmedo de acuerdo con la clasificación de Vladímir Köppen es considerado Cfa, teniendo una temperatura media anual de 21 °C en las partes bajas y de 14 °C en las partes altas de la sierra.
Su precipitación es moderada, siendo su promedio anual de 1300 mm en las partes bajas y solo de 600 mm en las partes altas de la sierra.
Sus vientos predominantes son los alisios, débiles y moderados del sureste, que traen la humedad del Golfo de México, y en el invierno dominan los vientos fríos del norte.
| Parámetros climáticos promedio de Santiago (430 msnm) - Normales y extremas: 1951-2010 | Parámetros climáticos promedio de Santiago (430 msnm) - Normales y extremas: 1951-2010 | Parámetros climáticos promedio de Santiago (430 msnm) - Normales y extremas: 1951-2010 | Parámetros climáticos promedio de Santiago (430 msnm) - Normales y extremas: 1951-2010 | Parámetros climáticos promedio de Santiago (430 msnm) - Normales y extremas: 1951-2010 | Parámetros climáticos promedio de Santiago (430 msnm) - Normales y extremas: 1951-2010 | Parámetros climáticos promedio de Santiago (430 msnm) - Normales y extremas: 1951-2010 | Parámetros climáticos promedio de Santiago (430 msnm) - Normales y extremas: 1951-2010 | Parámetros climáticos promedio de Santiago (430 msnm) - Normales y extremas: 1951-2010 | Parámetros climáticos promedio de Santiago (430 msnm) - Normales y extremas: 1951-2010 | Parámetros climáticos promedio de Santiago (430 msnm) - Normales y extremas: 1951-2010 | Parámetros climáticos promedio de Santiago (430 msnm) - Normales y extremas: 1951-2010 | Parámetros climáticos promedio de Santiago (430 msnm) - Normales y extremas: 1951-2010 | Parámetros climáticos promedio de Santiago (430 msnm) - Normales y extremas: 1951-2010 |
| Mes                                                                                    | Ene.                                                                                   | Feb.                                                                                   | Mar.                                                                                   | Abr.                                                                                   | May.                                                                                   | Jun.                                                                                   | Jul.                                                                                   | Ago.                                                                                   | Sep.                                                                                   | Oct.                                                                                   | Nov.                                                                                   | Dic.                                                                                   | Anual                                                                                  |
| -------------------------------------------------------------------------------------- | -------------------------------------------------------------------------------------- | -------------------------------------------------------------------------------------- | -------------------------------------------------------------------------------------- | -------------------------------------------------------------------------------------- | -------------------------------------------------------------------------------------- | -------------------------------------------------------------------------------------- | -------------------------------------------------------------------------------------- | -------------------------------------------------------------------------------------- | -------------------------------------------------------------------------------------- | -------------------------------------------------------------------------------------- | -------------------------------------------------------------------------------------- | -------------------------------------------------------------------------------------- | -------------------------------------------------------------------------------------- |
| Temp. máx. abs. (°C)                                                                   | 34.0                                                                                   | 33.5                                                                                   | 35.0                                                                                   | 36.0                                                                                   | 40.0                                                                                   | 34.0                                                                                   | 35.5                                                                                   | 35.5                                                                                   | 31.0                                                                                   | 33.0                                                                                   | 32.0                                                                                   | 31.0                                                                                   | 40.0                                                                                   |
| Temp. máx. media (°C)                                                                  | 12.7                                                                                   | 14.2                                                                                   | 18.9                                                                                   | 20.0                                                                                   | 22.2                                                                                   | 27.8                                                                                   | 29.8                                                                                   | 26.5                                                                                   | 22.5                                                                                   | 18.6                                                                                   | 16.1                                                                                   | 11.2                                                                                   | 22.4                                                                                   |
| Temp. media (°C)                                                                       | 11.4                                                                                   | 13.6                                                                                   | 17.0                                                                                   | 20.4                                                                                   | 24.2                                                                                   | 25.9                                                                                   | 26.6                                                                                   | 25.5                                                                                   | 24.2                                                                                   | 22.4                                                                                   | 16.4                                                                                   | 13.1                                                                                   | 19.3                                                                                   |
| Temp. mín. media (°C)                                                                  | 4.2                                                                                    | 6.0                                                                                    | 9.2                                                                                    | 13.7                                                                                   | 15.2                                                                                   | 18.0                                                                                   | 19.3                                                                                   | 17.5                                                                                   | 15.9                                                                                   | 13.2                                                                                   | 11.7                                                                                   | 6.1                                                                                    | 16.3                                                                                   |
| Temp. mín. abs. (°C)                                                                   | −10.0                                                                                  | −9.0                                                                                   | −4.0                                                                                   | -1.0                                                                                   | 3.0                                                                                    | 7.5                                                                                    | 9.0                                                                                    | 5.2                                                                                    | 0.0                                                                                    | -2.0                                                                                   | −5.0                                                                                   | −9.5                                                                                   | −10.0                                                                                  |
| Precipitación total (mm)                                                               | 60.6                                                                                   | 67.5                                                                                   | 66.9                                                                                   | 69.7                                                                                   | 78.3                                                                                   | 90.4                                                                                   | 108.0                                                                                  | 189.6                                                                                  | 278.6                                                                                  | 131.2                                                                                  | 90.0                                                                                   | 61.1                                                                                   | 1291.9                                                                                 |
| Días de lluvias (≥ 0,1 mm)                                                             | 10.2                                                                                   | 9.8                                                                                    | 10.4                                                                                   | 10.5                                                                                   | 15.7                                                                                   | 16.6                                                                                   | 16.9                                                                                   | 18.4                                                                                   | 19.2                                                                                   | 15.5                                                                                   | 9.1                                                                                    | 9.4                                                                                    | 153.7                                                                                  |
| Horas de sol                                                                           | 193                                                                                    | 137                                                                                    | 155                                                                                    | 167                                                                                    | 163                                                                                    | 178                                                                                    | 194                                                                                    | 226                                                                                    | 167                                                                                    | 142                                                                                    | 196                                                                                    | 185                                                                                    | 2104                                                                                   |
| Humedad relativa (%)                                                                   | 87                                                                                     | 84                                                                                     | 88                                                                                     | 81                                                                                     | 86                                                                                     | 86                                                                                     | 83                                                                                     | 83                                                                                     | 89                                                                                     | 91                                                                                     | 88                                                                                     | 89                                                                                     | 85                                                                                     |
| Fuente: Servicio Meteorológico Nacional                                                |                                                                                        |                                                                                        |                                                                                        |                                                                                        |                                                                                        |                                                                                        |                                                                                        |                                                                                        |                                                                                        |                                                                                        |                                                                                        |                                                                                        |                                                                                        |

## Ecosistemas

### Flora
Los nombres técnicos de algunas de las especies más abundantes entre los pinos son: Pinus, Greggii, Pinus Pseudostrobus, Pinus Teocote y Pinus Arzónica. También existe Uña de gato, Huisache, Sicómoro, Capulín, Abedul, Palo blanco, Chaparro, Encinos, Chapotee, Barreta, Tejocote, Parras del Campo. Y árboles frutales tales como el Manzano, Ciruelo, Chabacano, Durazno, Peral, Nogal, Aguacate, Membrillo, Percimon e Higuera

### Fauna
Se reportan cincuenta y cinco especies de mamíferos pertenecientes a 8 órdenes y 19 familias para la región del Cafióndel Huajuco, Municipio de Santiago, Nuevo León, México.
Se compone principalmente de: Guacamaya enana, Correcaminos, Aguililla, Urraca, Pauraque, Tórtola, Golondrinas, Carpintero, Gorrión, Guajolote, Azulejo, Cenzontle, Jilguero, Oso negro, Venado, Tejón, Ardilla, Gato montés, Leoncillo, Comadreja, Zorrillo, Tlacuache, Armadillo, Conejo, Coyote, Jabalí, Zorro, Coralillo, Alicantre, Cascabel, Cuervo y Zopilote.

## Cultura y tradiciones

### Patrimonio

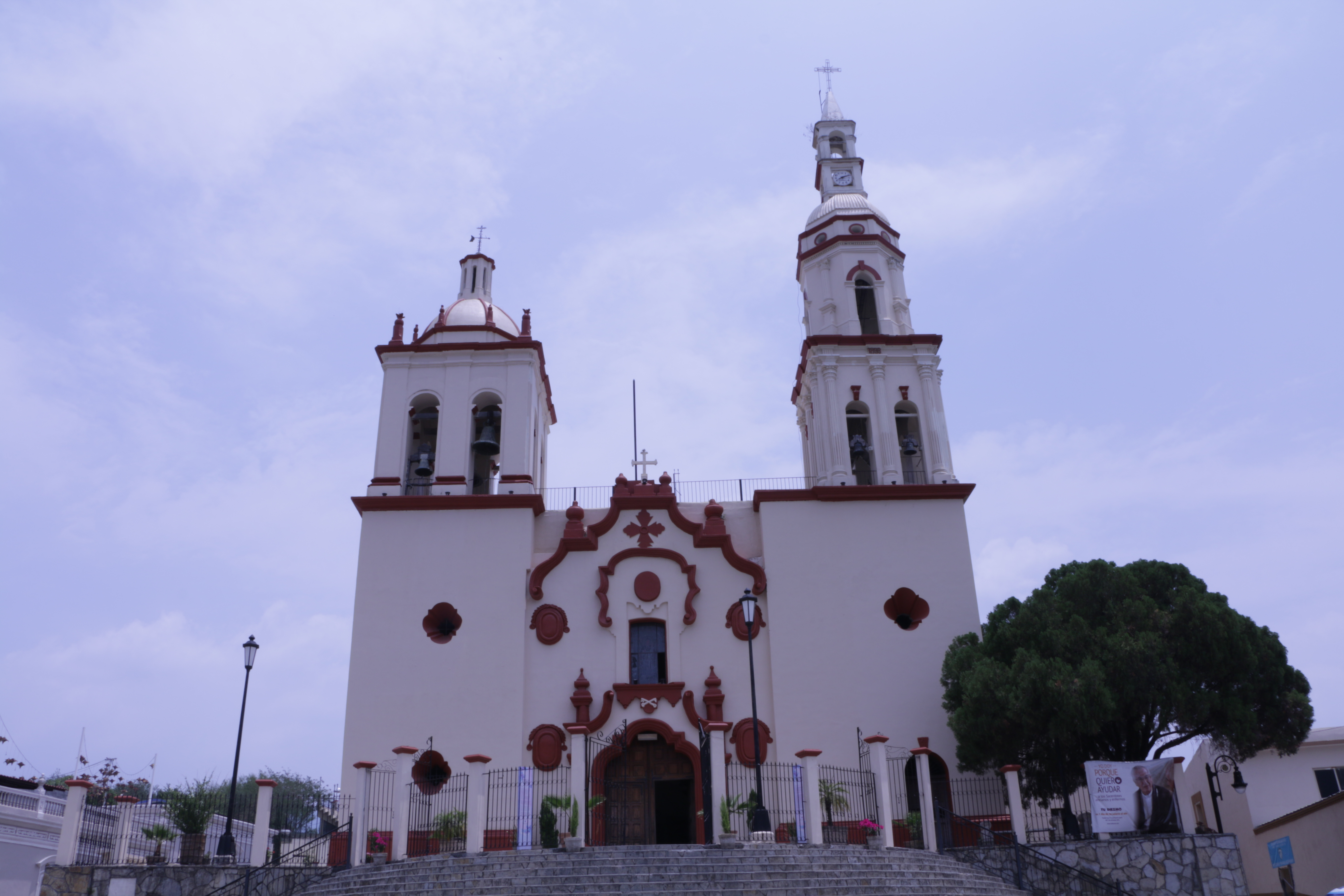

- Parroquia de Santiago Apóstol:En 1727 se le envió la solicitud al Obispado de Guadalajara, la diócesis a la que le correspondía el Nuevo Reino de León hasta finales del siglo XVIII, para edificar una parroquia en el Valle. Se estipulaba que debido al creciente número de habitantes se debía de considerar esta obra, sin embargo no recibieron respuesta. No fue hasta 1745, cuando don Juan Báez, quien era cura de Monterrey, realizó un censo de población gracias a una orden de la autoridad eclesiástica proveniente del Obispado de Guadalajara. Se contabilizan un total de 706 habitantes, mismo que fue argumentable para volver a realizar una nueva solicitud, ahora con el apoyo del gobernador en turno, don Pedro Junco y Espiriella. Se obtiene una respuesta favorable y se autoriza la edificación de la parroquia, misma que el obispo don Juan Gómez de Parada contribuyó con la primera campana.  Fue edificada sobre la loma más alta de la villa, entre los límites de las haciendas de Prietos y Santa Rosalía. Así mismo, los donadores de este terreno acordaron donar terreno en partes iguales para el atrio y la plaza principal.  El 9 de julio de 1975, la parroquia comenzó a ejercer sus funciones como tal: en la capilla San Francisco Javier, ubicada en el primer asentamiento (en la hacienda vieja) se comenzaron a emitir documentos  la cual  se encontraba en el primer asentamiento, como matrimonios, bautizos, confirmaciones, comuniones y actas de defunciones. El primer registro como parroquia de Santiago Apóstol es el de un matrimonio fechado el 25 de julio de 1745.  El cura don Juan José Arizpe se convierte en el primero en tener la encomienda de la parroquia; al ser el responsable de diversas parroquias a través del Nuevo Reino de León, como las eran la del Valle del Pilón, la de San Felipe de Linares, San Antonio de los Llanos y la de Cerralvo, no podía quedarse permanentemente en un solo sitio. Sus estadías variaban según el requerimiento que se le solicitara pero se calcula que aproximadamente su presencia total en la parroquia fue de diez años. En 1755, su sucesor don José Amato de Arizpe que, junto con sus dos hermanos, fue el encargado de la parroquia hasta 1793.  En el 2017, la parroquia celebrará sus 272 años de ser fundada.[21]
- Palacio Municipal.
- Calles de Santiago: Arquitectura propia de la época colonial.
- Plaza Hidalgo.
- Hotel Hacienda Cola de Caballo
- Plaza Ocampo: El municipio contiene planos que, a partir de 1775, apuntan que existía la Iglesia, la Plaza principal, los solares alrededor y el Camino Real.[22]
- Templo del Sagrado Corazón de Jesús

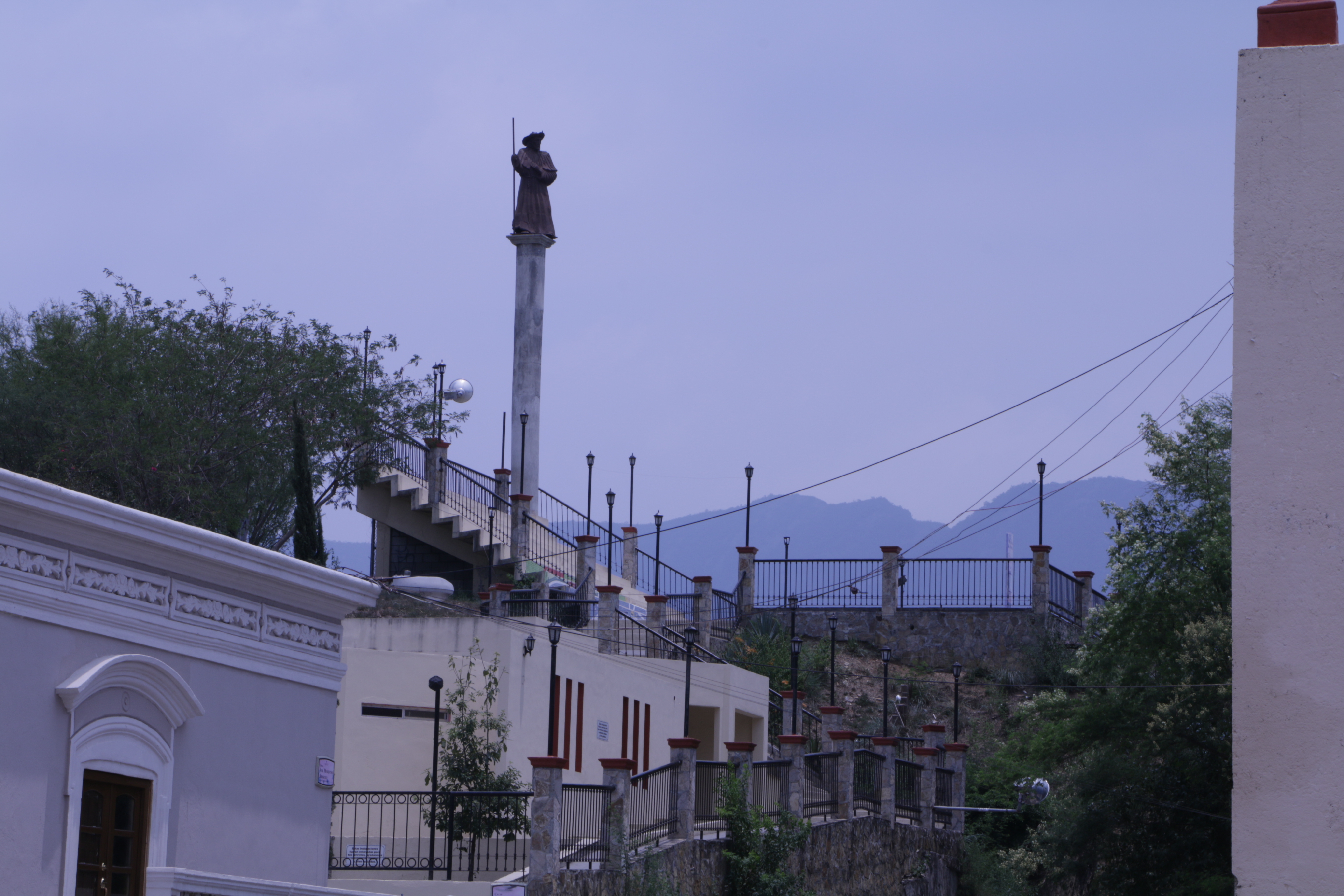

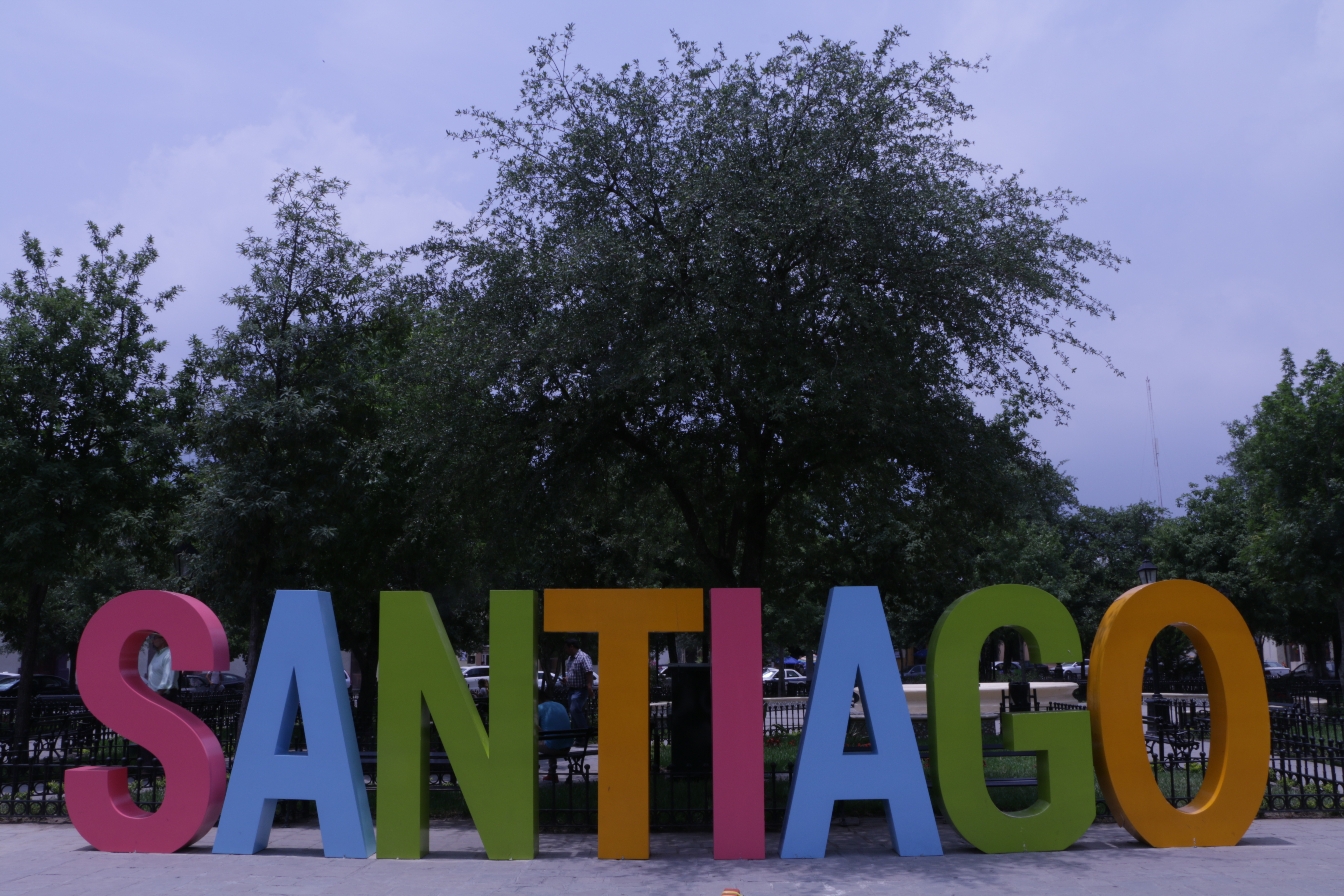

- Mirador de Santiago.[23]

#### Patrimonio natural
- Presa la Boca: Cuerpo de agua que alberga en sus orillas con restaurantes típicos y transporte acuático de recreación como lanchas y catamarán.
- Cola de Caballo: Caída de agua de más de 25 m de altura.
- Cueva de los Murciélagos.
- Cascada Chipitín.
- Matacanes: con actividades como rappel, descenso en río, nadar y recorrido de ríos subterráneos.
- Hidrofobia: saltos al agua, cascadas y toboganes naturales.
- Aguas termales “El Bañito”: En la localidad de Los Canelos, bajo el Cañón de la Boca.
- Virgen de la Medalla Milagrosa: Comunidad de San Francisco.
- Sierra de Santiago: Laguna de Sanchez, San Isidro y la Ciénega de González.[24][23]

### Museos
- Museo de Historia.
- Casa de la Cultura.
- Casa Grande (Hacienda el Siglo XIX).
- Antigua Fábrica textilera El Porvenir.[23][21][25]

### Fiestas, danzas y tradiciones
- Muestra Gastronómica: Evento público celebrado el primer sábado de junio, en el cual los restauranteros de la zona organizan para presentar platillos regionales e internacionales. El evento va acompañado de degustación de comidas, postres y bebidas.
- Fiestas patronales: El 25 de julio se celebra y se venera al patrono del pueblo: Señor Santiago.
- Celebraciones religiosas: Se rinde culto a los santos San Pedro y San Pablo a los que se le dedican misas y procesiones.
- Festival de la Manzana: A partir de la segunda quincena de agosto, los agricultores y productores de este fruto propio de la sierra de Santiago, se congregan para presentar diferentes platillos a base de manzana.[24]